# The Violent Sleep of Reason
Albums de Meshuggah
Koloss
(2012) Immutable
(2022)
Singles
1. Born in Dissonance[3],[4],[5]
Sortie : 25 août 2016
2. Nostrum[6],[7],[8]
Sortie : 15 septembre 2016

The Violent Sleep of Reason (littéralement Le violent sommeil de la raison) est le huitième album studio du groupe de metal extrême suédois Meshuggah, à paraître le 7 octobre 2016 sur le label Nuclear Blast,.
Les thèmes qu'aborde l'album sont liés aux évènements récents dans le monde : le terrorisme, les idéologies extrémistes, les dogmes religieux... Sur le plan musical, cet album est plus proche des premiers albums du groupe que de ces prédécesseurs directs, car c'est le premier à avoir été enregistré live depuis 20 à 25 ans.

## Genèse

### Contexte
Meshuggah est fondé en 1987 à Umeå en Suède. Le groupe attire l'attention internationale en 1995 avec la sortie de son deuxième album, Destroy Erase Improve. Le groupe est à l'époque novateur, fusionnant les tempos rapides du death metal, du thrash metal et du metal progressif avec des éléments de jazz fusion. Avant de sortir ce huitième album, Meshuggah a déjà tourné sous son propre nom dans le monde entier, ou avec d'autres groupes comme Slayer, Tool ou Machine Head. Pour ces raisons, le groupe jouit d'une notoriété importante dans le monde du metal.

### Écriture et enregistrement
Cet album a été enregistré en live dans le but de se démarquer de ses deux prédécesseurs, obZen (2008) et Koloss (2012). C'est le premier album du groupe à être enregistré de telle manière en 20 à 25 ans. Dans une interview au magazine TeamRock, Tomas Haake explique « obZen et Koloss sont de très bons albums, mais je les trouve limite trop parfaits personnellement. Ils ne capturent pas notre véritable son ». Dans une interview au magazine Metal Injection, il précise que ce sont principalement des restrictions de temps qui ont mené à l'utilisation de machines programmées pour réaliser ces albums. Le fait d'enregistrer en live leur a permis de bien retranscrire sur cet album tous les éléments qui font de Meshuggah le groupe qu'il est. Haake ajoute « Pour nous, il était important d'en revenir aux albums qui nous ont inspiré durant nos jeunes années, lorsque nous étions en pleine croissance. Je parle des albums des années 80 et 90. Ils avaient cette énergie et ce son brut que nous voulions capturer (ndlr : sur cet album) ».
Haake cite à plusieurs reprises le morceau Clockworks comme ayant été le plus dur à composer. Dans son interview au magazine Rolling Stone, il estime le nombre de prises à plus de 50 en version démo et au moins 20 en version studio.

## Sortie
Le nom ainsi que la date de sortie de l'album sont annoncés le 28 juillet 2016. La liste des titres est annoncée le 5 août 2016.
Le groupe sort un premier single, Born in Dissonance, le 25 août 2016,,. Une lyric vidéo 360° pour le morceau Nostrum sort le 15 septembre 2016 exclusivement via YouTube,,.

## Caractéristiques artistiques

### Liste des titres
| 1.    | Clockworks              | Tomas Haake     | 7:15 |
| 2.    | Born in Dissonance      | Haake           | 4:34 |
| 3.    | Monstrocity             | Haake           | 6:13 |
| 4.    | By the Ton              | Haake           | 6:04 |
| 5.    | Violent Sleep of Reason | Haake           | 6:51 |
| 6.    | Ivory Tower             | Mårten Hagström | 4:59 |
| 7.    | Stifled                 | Haake           | 6:31 |
| 8.    | Nostrum                 | Haake           | 5:15 |
| 9.    | Our Rage Won't Die      | Haake           | 4:41 |
| 10.   | Into Decay              | Haake           | 6:32 |
| 58:55 |                         |                 |      |

### Style graphique
La couverture de l'album est créée par Keerych Luminokaya, qui a également réalisé celle de Koloss sorti en 2012. Dans son interview sur le site de Nuclear Blast, Tomas Haake raconte : « Ce fut difficile à réaliser dans le sens où l'on ne sait pas immédiatement quoi faire avec un titre comme The Violent Sleep of Reason. Du coup, après discussion avec Keerych Luminokaya, on a décidé de lui donner carte blanche et de le laisser faire ce qu'il voulait. Pour faire simple, ce que vous pouvez voir sur la couverture est un homme qui est en état de stase depuis de nombreuses années. Les espèces de plantes grimpantes ou de tentacules font partie de l'idée originale - plutôt que de se développer hors de lui, elles se développent en lui. Mais ce corps est endormi depuis si longtemps qu'il a déjà été conquis par quelque chose d'autre ».

### Thèmes abordés et composition
D'après Tomas Haake, pour le titre de l'album The Violent Sleep of Reason, le groupe s'inspire vaguement d'un portrait du peintre espagnol Francisco de Goya : The Sleep of Reason Produces Monsters « Le sommeil de la raison produit des monstres ». Les thèmes qu'aborde l'album sont liés aux évènements récents dans le monde : le terrorisme, les idéologies extrémistes, les dogmes religieux... Le titre de l'album parle aussi plus particulièrement des violentes implications (sic) qu'entraînent le fait d'être passif et de ne pas agir ni réagir aux actualités de manière appropriée. Pour le groupe, une telle attitude relève du sommeil.
En termes de sources d'inspiration, Haake cite principalement tout ce qui est livres et évènements récents. Il précise que l'art, et notamment le portrait de Goya cité précédemment, n'ont eu qu'une influence très minime sur le contenu de l'album. Il ajoute « Les paroles sont ma réaction à la crise humanitaire en cours au Moyen-Orient et en Syrie. Des millions de personnes tentent de fuir et pour autant l'Europe leur ferme les portes. C'est absolument horrible ».

## Crédits

### Composition du groupe
- Jens Kidman – Chant.

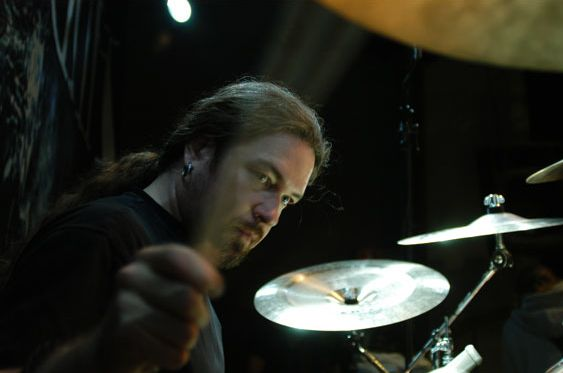
Tomas Haake, batteur et principal parolier du groupe

- Fredrik Thordendal - Guitare solo.
- Tomas Haake - Batterie.
- Mårten Hagström – Guitare rythmique.
- Dick Lövgren - Basse.

### Membres additionnels
- Tue Madsen - Ingénieur du son.
- Luminokaya - Artwork[2].